# Giovanni Battista de Luca
Giovanni Battista de Luca (1607. – 1677.) bio je talijanski biskup i kardinal.
Dodijeljen mu je 22. rujna 1681. kardinalski naslov hrvatske crkve svetog Jeronima u Rimu. Umro je 5. veljače 1683. godine.

### Članci
- Bogdan, Jure. 2005. Hrvatska crkva svetog Jeronima u Rimu i njezini kardinali naslovnici. Crkva u svijetu. Sveučilište u Splitu - Katolički bogoslovni fakultet. Split. 40 (2): 187–205